# Grünenkamp
Der Grüne Kamp, später auch bezeichnet als Grünenkamp, war eine große Freifläche in Bremen im Stadtteil Neustadt zwischen Westerstraße (Bremen), Grüne Straße und heutiger Langemarckstraße. Er war ab dem 18. Jahrhundert ein öffentlicher Platz bis zum Verkauf von 2003.

## Geschichte
Der Grüne Kamp bestand als Freifläche bereits im 17. Jahrhundert beim Anlegen der Straßen und Plätze in der Alten Neustadt. Er wurde 1757 im Stadtplan von Johann Daniel Heinbach ausgewiesen als Weidefläche zwischen Wester Straße und Grüne Straße sowie der Alten Allee (heute Langemarckstraße), und 1796 im Grundriss der Stadt Bremen von Carl Ludwig Murtfeldt.
Die Freifläche diente im 19. Jahrhundert als Pferdemarkt und von 1887 bis 1934 zusammen mit dem Hohentorsplatz für Veranstaltungen des Bremer Freimarktes. Pläne den Platz als Großmarkt zu nutzen wurden nicht realisiert. Der Platz verkleinerte sich durch die Gebäude der Brauerei Beck. Er war nun umringt von Bäumen und die Kesselhalle der Brauerei an der Grünenstraße schloss den Platz ab. Ab dem 19. Jahrhundert gastierten auf dem Platz viele bekannte Zirkusse.
Anfang 1945 diente der Grünenkamp als Sammelplatz für Kriegsgefangene. Der Senator für das Bauwesen forderte 1900 männliche und 116 weibliche Zwangsarbeiter aus Konzentrations- und Kriegsgefangenenlagern zur Trümmerbeseitigung und für Aufräumarbeiten nach den schweren Bombardierungen an. Die Arbeiter wurden in 16 Baukompanien, sechs Dachdecker- und sieben Glaserkompanien aufgeteilt.
Nach dem Zweiten Weltkrieg wurde die nunmehr 145 × 125 Meter große gepflasterte Fläche als Parkplatz genutzt. Nach dem Verkauf der Brauerei Beck von 2002 an das Unternehmen InBev wurde auf dem Grünenkamp ein Lager für die Brauerei gebaut bzw. ein Logistikzentrum mit grünen Glasbausteinen der Brauerei nach Plänen von Gert Schulze und Pampus. Der Zirkus gastierte nun an anderer Stelle.
Als Ersatz wurde 2003 der Lucie-Flechtmann-Platz angelegt.